# Danijela Tegeltija
Danijela Tegeltija (Beograd, 18. septembar 1985) srpska je slikarka, astrolog i humanitarka.

## Biografija
Danijela Tegeltija je rođena 18. septembra 1985. godine u Beogradu. Potiče iz porodice Tegeltija u kojoj su dede Branko i Jovan Tegeltija bili profesionalni jugoslovenski sportisti, a otac reprezentativac Jugoslavije u rvanju. Danijela se za slikarstvo zainteresovala još tokom osnovne škole, a njen talenat prepoznali su srpski slikar fotorealizma Dragan Malešević Tapi, ali i drugi kućni prijatelji: Velimir Bata Živojinović i Milovan Ilić Minimaks.
Godine 2003. na svetskom takmičenju mladih likovnih umetnika u Kairu, za autorsku sliku „Egipćanka” osvojila je prvo mesto, dobivši zlatnu medalju i priznanje Ministarstva kulture Republike Egipat. Ovaj uspeh joj je doneo saradnju sa mnogim srpskim manifestacijama i pojavljivanje na događajima, a slika je i danas izložena u muzeju u Kairu.
Posle završene osnovne i srednje škole, svoje dalje obrazovanje nastavila je na na Biznis Akademiji u Beogradu, odsek odnosi sa javnošću. U tom periodu su usledile međunarodne nagrade za slikarstvo iz Italije i Rusije. Zatim se usavršavala učeći na obukama marketinga, organizacije, poslovanja. Dobitnica je Oskara Srbije za ostvarene rezultate 2019, kao i nagrade Balkan Awards za očuvanje umetnosti kroz slikarstvo. Aktivistkinja fondacije „Humanist“ koja je osnovana sa željom za pružanjem pomoći najranjivijima.

## Nagrade i priznanja
- Nagrada PCESA, osvojeno 3. mesto u Jugoslaviji za likovnu umetnost, Subotica
- Diploma i sertifikat, takmičenje mladih umetnika, Apatin
- Zlatna medalja i sertifikat za najbolji umetnički rad „Egipćanka“ Ministarstva kulture Republike Egipat, 2003.
- Prvi Oskar Srbije – za ostvarene rezultate, Beograd, 25. decembar 2019.[4]
- Vidovdanski Kondir – humanitarni koncert na Adi Ciganliji, za širenje kulture, jun 2020.
- Balkan Awards – Za očuvanje umetnosti kroz slikarstvo i autentičnost u stvaralaštvu, 25. februar 2021.[5]
- Kraljevski Oskar – Astrolog godine, nagrada medija i publike, 7. novembar 2021.[6]
- Plaketa Fondacije „Humanist“ za podršku u realizaciji humanitarnih projekata, 4. oktobar 2023.